# Eddie Gaedel
Edward Carl Gaedel (ur. 8 czerwca 1925 w Chicago, zm. 18 czerwca 1961 tamże) – amerykański karzeł, który stał się sławny dzięki występowi w meczu Major League Baseball.

## Życiorys
W 1951 roku właściciel St. Louis Browns Bill Veeck, znany z oryginalności i zaskakiwania fanów, w tajemnicy podpisał kontrakt z Gaedelem, mierzącym 109 cm, zawodowym performerem, występującym w reklamach i okolicznościowych imprezach.
W przerwie podwójnego meczu St. Louis Browns – Detroit Tigers, rozegranego 19 sierpnia 1951, Gaedel, jako jedna z atrakcji, wyskoczył z tortu, który stanowił część obchodów 50-lecia American League. Chwilę później pojawił się na boisku w stroju z numerem „⅛”, zastępując podczas pierwszej zmiany drugiego meczu pałkarza Franka Sauciera. Jego niewielki wzrost spowodował, że łapacz „Tygrysów”, Bob Swift, musiał grać na kolanach, a strefa strike’ów stała się dostatecznie mała, by miotacz, Bob Cain, po narzuceniu czterech balli (tylko dwie pierwsze piłki były zagrane poważnie), oddał mu za darmo pierwszą bazę. Po jej osiągnięciu, Gaedel został natychmiast zastąpiony przez zawodowca Jimiego Delsinga.
Wcześniej Veeck, który doskonale zdawał sobie sprawę z niewielkich umiejętności Gaedela, zabronił mu, pod groźbą anulowania polisy ubezpieczeniowej, jakichkolwiek prób odbicia piłki. Zawodnik dostosował się do polecenia, ale przyjął postawę „przypominającą klasycznego Joe DiMaggio”.
Legalność występu próbował początkowo kwestionować sędzia zawodów, ale, pokazując mu kontrakt Gaedela, Veeck rozwiał wszelkie wątpliwości. Prezydent American League, Will Harridge oskarżył Veecka o drwienie ze sportu i zagroził, że anuluje kontrakt baseballisty. W odpowiedzi Veeck zasugerował, że w takim razie należałoby się oficjalnie odnieść do wzrostu jednej z gwiazd ligi, Phila Rizzuto (mierzącego 167 cm), i zdecydować, czy jest on niskim graczem, czy wysokim karłem. Przypadek Gaedela sprawił, że od tamtej pory każdy kontrakt musi zostać zatwierdzony przez Komisarza baseballu.
Gaedel otrzymał za swój występ 100 dolarów oraz stał się najniższym graczem w historii ligi. Jego on-base percentage wyniósł maksymalne 1,000 (w jedynej próbie zdołał osiągnąć bazę), co czyni go, obok czterech innych graczy, „rekordzistą” ligi.
Zmarł w wieku 36 lat na zawał serca prawdopodobnie będący następstwem pobicia, którego padł ofiarą tego samego wieczora. Syn jego bratanka, Kyle Gaedele (urodzony w 1989 roku), jest baseballistą o wzroście 191 cm, wybranym dwukrotnie w drafcie MLB przez Tampa Bay Rays (2008) i San Diego Padres (2011), występującym obecnie w San Antonio Missions w Texas League (klasa AA).